# Torneo de Reserva 2017-18
El Torneo de Reserva 2017-18 fue la septuagésimo octava edición del certamen. Fue el primer torneo organizado por la Superliga Argentina. Inició el 25 de agosto de 2017 y finalizó el 15 de mayo de 2018. Participaron un total de 28 equipos, todos participantes de la Primera División 2017-18.
Los nuevos participantes fueron: Argentinos Juniors, que regresó tras su última participación en la temporada 2016, y Chacarita Juniors, que volvió tras su última intervención en la temporada 2009-10.
El torneo consagró por segunda vez en su historia a Talleres de Córdoba al lograr el bicampeonato, tras vencer por 3 a 0 a Olimpo en la última fecha.

## Equipos participantes
| Equipo                | Ciudad                | Estadio                            | Capacidad |
| --------------------- | --------------------- | ---------------------------------- | --------- |
| Argentinos Juniors    | Buenos Aires          | Diego Armando Maradona             | 24 380    |
| Arsenal               | Sarandí               | Julio Humberto Grondona            | 16 300    |
| Atlético Tucumán      | San Miguel de Tucumán | Monumental José Fierro             | 35 200    |
| Banfield              | Banfield              | Florencio Sola                     | 34 900    |
| Belgrano              | Córdoba               | Julio César Villagra               | 30 000    |
| Boca Juniors (equipo) | Buenos Aires          | Alberto J. Armando                 | 49 000    |
| Chacarita Juniors     | Villa Maipú           | Chacarita Juniors                  | 20 844    |
| Colón                 | Santa Fe              | Brigadier General Estanislao López | 40 000    |
| Defensa y Justicia    | Gobernador Costa      | Norberto Tomaghello                | 20 000    |
| Estudiantes           | La Plata              | Ciudad de La Plata                 | 53 000    |
| Gimnasia y Esgrima    | La Plata              | Juan Carmelo Zerillo               | 31 500    |
| Godoy Cruz            | Godoy Cruz            | Malvinas Argentinas                | 40 270    |
| Huracán               | Buenos Aires          | Tomás Adolfo Ducó                  | 48 314    |
| Independiente         | Avellaneda            | Libertadores de América            | 50 777    |
| Lanús                 | Lanús Este            | Ciudad de Lanús-Néstor Díaz Pérez  | 47 027    |
| Newell's Old Boys     | Rosario               | Marcelo Bielsa                     | 42 000    |
| Olimpo                | Bahía Blanca          | Roberto Natalio Carminatti         | 20 000    |
| Patronato             | Paraná                | Presbítero Bartolomé Grella        | 23 500    |
| Racing Club           | Avellaneda            | Presidente Perón                   | 50 000    |
| River Plate           | Buenos Aires          | Antonio Vespucio Liberti           | 61 688    |
| Rosario Central       | Rosario               | Gigante de Arroyito                | 41 470    |
| San Lorenzo           | Buenos Aires          | Pedro Bidegain                     | 43 490    |
| San Martín            | San Juan              | Ingeniero Hilario Sánchez          | 19 000    |
| Talleres (equipo)     | Córdoba               | Mario Alberto Kempes               | 57 000    |
| Temperley             | Temperley             | Alfredo Beranger                   | 25 500    |
| Tigre                 | Victoria              | José Dellagiovanna                 | 26 282    |
| Unión                 | Santa Fe              | 15 de abril                        | 26 000    |
| Vélez Sarsfield       | Buenos Aires          | José Amalfitani                    | 49 540    |

### Distribución geográfica de los equipos
| Región                                   | Cant. | Equipos |
| ---------------------------------------- | ----- | --- |
| Conurbano bonaerense                     | 9     | Arsenal, Banfield, Chacarita Juniors, Defensa y Justicia, Independiente, Lanús, Racing Club, Temperley y Tigre |
| Ciudad de Buenos Aires                   | 6     | Argentinos Juniors, Boca Juniors, Huracán, River Plate, San Lorenzo y Vélez Sarsfield                          |
| Provincia de Santa Fe                    | 4     | Colón, Newell's Old Boys, Rosario Central y Unión                                                              |
| Ciudad de La Plata                       | 2     | Estudiantes y Gimnasia y Esgrima                                                                               |
| Provincia de Córdoba                     | 2     | Belgrano y Talleres                                                                                            |
| Interior de la provincia de Buenos Aires | 1     | Olimpo |
| Provincia de Entre Ríos                  | 1     | Patronato |
| Provincia de Mendoza                     | 1     | Godoy Cruz |
| Provincia de San Juan                    | 1     | San Martín |
| Provincia de Tucumán                     | 1     | Atlético Tucumán                                                                                               |

## Tabla de posiciones
| Pos. | Equipo                  | Pts. | PJ | PG | PE | PP | GF | GC | Dif. |
| ---- | ----------------------- | ---- | -- | -- | -- | -- | -- | -- | ---- |
| 01.º | Talleres (C)            | 52   | 27 | 15 | 7  | 5  | 63 | 28 | 35   |
| 02.º | San Lorenzo             | 51   | 27 | 15 | 6  | 6  | 53 | 38 | 15   |
| 03.º | Unión                   | 49   | 27 | 16 | 1  | 10 | 34 | 25 | 9    |
| 04.º | Boca Juniors            | 48   | 27 | 13 | 9  | 5  | 35 | 24 | 11   |
| 05.º | Tigre                   | 47   | 27 | 14 | 5  | 8  | 34 | 36 | −2   |
| 06.º | Independiente           | 44   | 27 | 12 | 8  | 7  | 38 | 28 | 10   |
| 07.º | Rosario Central         | 43   | 25 | 12 | 7  | 6  | 40 | 25 | 15   |
| 08.º | River Plate             | 42   | 26 | 12 | 6  | 8  | 41 | 27 | 14   |
| 09.º | Estudiantes (LP)        | 41   | 25 | 13 | 2  | 10 | 41 | 32 | 9    |
| 10.º | Racing                  | 39   | 25 | 12 | 3  | 10 | 34 | 32 | 2    |
| 11.º | Lanús                   | 39   | 27 | 11 | 6  | 10 | 32 | 34 | −2   |
| 12.º | Defensa y Justicia      | 38   | 23 | 11 | 5  | 7  | 35 | 25 | 10   |
| 13.º | Patronato               | 38   | 26 | 12 | 2  | 12 | 37 | 40 | −3   |
| 14.º | Gimnasia y Esgrima (LP) | 37   | 27 | 11 | 4  | 12 | 32 | 35 | −3   |
| 15.º | Belgrano                | 35   | 26 | 9  | 8  | 9  | 37 | 30 | 7    |
| 16.º | Vélez Sarsfield         | 34   | 26 | 8  | 10 | 8  | 26 | 30 | −4   |
| 17.º | Newell's Old Boys       | 34   | 27 | 8  | 10 | 9  | 39 | 38 | 1    |
| 18.º | Colón                   | 34   | 27 | 10 | 4  | 13 | 27 | 31 | −4   |
| 19.º | Argentinos Juniors      | 32   | 27 | 9  | 5  | 13 | 43 | 44 | −1   |
| 20.º | Banfield                | 31   | 24 | 9  | 4  | 11 | 34 | 35 | −1   |
| 21.º | Godoy Cruz              | 30   | 25 | 7  | 9  | 9  | 24 | 27 | −3   |
| 22.º | San Martín (SJ)         | 28   | 25 | 7  | 7  | 11 | 34 | 52 | −18  |
| 23.º | Atlético Tucumán        | 27   | 24 | 7  | 6  | 11 | 26 | 38 | −12  |
| 24.º | Olimpo                  | 24   | 25 | 6  | 6  | 13 | 35 | 47 | −12  |
| 25.º | Huracán                 | 23   | 27 | 4  | 11 | 12 | 27 | 38 | −11  |
| 26.º | Temperley               | 21   | 24 | 5  | 6  | 13 | 20 | 39 | −19  |
| 27.º | Arsenal                 | 20   | 23 | 5  | 5  | 13 | 17 | 31 | −14  |
| 28.º | Chacarita Juniors       | 18   | 26 | 4  | 6  | 16 | 19 | 48 | −29  |

|  | El equipo que ocupe esta posición al finalizar el torneo será campeón. |

|  |